# Ximena Suárez
Ximena Suárez mexikói írónő.

## Élete
Ximena Suárez Mexikóban született. 2004-ben a Rubí, az elbűvölő szörnyeteg történetét adaptálta. 2008-ban adaptálta az Alma de Hierro című sorozat történetét. 2010-ben a Teresa, 2011-ben a Megkövült szívek című telenovella történetét adaptálta.

## Munkái

### Eredeti történetek
- La paloma (1995) (José Rendónnal)

### Adaptációk
- La desalmada (2021) Eredeti történet: Alejandro Torres, Guido Jácome és Felipe Forero
- Como tú no hay dos (2020) Eredeti történet: Fernando Aragón
- La jefa del campeón (2018) Eredeti történet: Héctor Rodríguez és Alejandro Torres
- El bienamado (2017) Eredeti történet: Dias Gomes
- Pasión y poder (2015/16) Eredeti történet: Marissa Garrido
- Lo imperdonable (2015) Eredeti történet: Caridad Bravo Adams
- La malquerida (2014) Eredeti történet: Jacinto Benavente
- Rabok és szeretők (Amores verdaderos) (második rész) (2012) Eredeti történet: Marcela Citterio és Enrique Estevanez
- Megkövült szívek (La que no podía amar) (2011) Eredeti történet: Delia Fiallo
- Teresa (2010) Eredeti történet: Mimí Bechelani
- Alma de Hierro (2008) Eredeti történet: Adrián Suar
- Amar sin límites (második rész) (2006) Eredeti történet: Gustavo Belatti és Mario Segade
- Código postal (első rész) (2006) Eredeti történet: Sergio Vaiman y Marily Pugno
- Apuesta por un amor (második rész) (2004) Eredeti történet: Bernardo Romero Pereiro
- Rubí, az elbűvölő szörnyeteg (Rubí) (2004) Eredeti történet: Yolanda Vargas Dulché
- El noveno mandamiento (2001) Eredeti történet: René Allouis
- Fiorella (Pobre diabla) (2000) Eredeti történet: Alberto Migré és Delia Fiallo
- María Emilia, querida (1999) Eredeti történet: Delia Fiallo
- Morir dos veces (1996) Eredeti történet: José Rendón
- Morelia (1994) Eredeti történet: Delia Fiallo
- Sueño de amor (1993) Eredeti történet: Inés Rodena és Carmen Daniels

### Könyvkiadások
- Apuesta por un amor (második rész) (2004) (írta Gabriela Ortigoza és Juan Carlos Alcalá)
- Amor real (2003) (írta María Zarattini)
- Az ősforrás (El manantial) (2001) (írta María del Carmen Peña)
- Tres mujeres (első rész) (1999) (írta Martha Carrillo és Cristina García)